# Il Giudizio Universale
Il Giudizio Universale (El Judici Universal) és un oratori o poema simfònic per a solistes, cor i orquestra compost per Lorenzo Perosi amb text de Pietro Metastasio i Giuliano Salvadori, sota la batuta del mateix compositor. S'estrenà el 8 d'abril de 1904 al Teatro Costanzi de Roma.
Perosi va iniciar el novembre de 1902 la composició del seu novè oratori Il Giudizio Universal (desena incursió coral simfònica
si es compta el precedent Stabat Mater) durant un viatge en tren entre Florència i Pistoia camí de la seva vila de repòs de Borgo Buggiano, on va continuar la seva escriptura per finalitzar-lo en les estances posades a la seva disposició al Vaticà per Pius X. Després d'assistir a la primícia de l'assaig general celebrat a la vaticana Sala Regia, l'entusiasta pontífex va afirmar a l'autor: «M'ha fet passar una hora al Paradís». L'estrena fou en ocasió de les festes dedicades a Sant Gregori el Gran, en un concert encapçalat per la primera execució italiana del seu Stabat Mater i regit per la batuta del compositor, amb totes les localitats venudes tot i els seus preus astronòmics.
Pel que sembla la partitura li agradava a Mascagni, encara que no privava de fer broma displicent respecte a ella. Cèlebre va resultar la reposició donada l'abril de 1950 a la romana Universitá Pontifícia Gregoriana, amb el mateix Perosi al comandament de l'Orquestra i el Cor de l'Acadèmia Nacional de Santa Cecília, i un planter de solistes vocals entre els quals sobresortien els anomenats Pederzini i Gigli: versió difosa per una retransmissió de la Ràdio Vaticana que es beneficia d'una edició en compacte. Així mateix memorable va ser la interpretació oferta el 1964 en presència de Pau VI, el qual va donar el senyal per començar
a aplaudir.
L'obra es divideix en deu parts:
- Preludi
- Quadre simfònic
- Profecia
- Benaurances
- Benedicció
- Himne d'agraïment
- L'himne de la pau
- Maledicció
- Davallament dels condemnats
- Himne de la justícia.